# Головко, Павел Андреевич
Павел Андреевич Головко (1925—1961) — старшина Рабоче-крестьянской Красной Армии, участник Великой Отечественной войны, Герой Советского Союза (1944).

## Биография
Павел Головко родился 31 декабря 1925 года в Киеве в рабочей семье. В мае 1942 года он был призван на службу в Рабоче-крестьянскую Красную Армию. С июля того же года — на фронтах Великой Отечественной войны. К марту 1944 года красноармеец Павел Головко был автоматчиком 529-го стрелкового полка 163-й стрелковой дивизии 40-й армии 2-го Украинского фронта. Отличился во время форсирования Южного Буга.
12 марта 1944 года в полку началась подготовка подразделений к переправе через реку. Одну из групп возглавил Головко. Его группа должна была первой форсировать Южный Буг в районе села Ладыжин Винницкой области Украинской ССР. Заготовив днём брёвна, под покровом темноты группа изготовила плот и повела его к противоположному берегу. Когда группа почти достигла цели, она была обнаружена противником и подверглась обстрелу, однако плоту удалось причалить к берегу. Трое автоматчиков были отправлены Головко на разведку, а остальные заняли оборону. Через час группе удалось занять небольшой участок на берегу. На рассвете 13 марта немецкие войска предприняли первую контратаку, но она была отбита. Бои шли весь день, под вечер противник бросил против группы танки и авиацию, однако благодаря поддержке советской артиллерии и авиации плацдарм был удержан.
Указом Президиума Верховного Совета СССР от 13 сентября 1944 года за «мужество и героизм, проявленные при форсировании Южного Буга и удержании плацдарма на его западном берегу» красноармеец Павел Головко был удостоен высокого звания Героя Советского Союза с вручением ордена Ленина и медали «Золотая Звезда» за номером 4274.
В 1946 году в звании старшины Головко был демобилизован. Проживал и работал в Киеве. Умер 30 июля 1961 года, похоронен на Лесном кладбище Киева.
Был также награждён орденом Отечественной войны 1-й степени, крестом «За выдающиеся заслуги» и рядом медалей.